# Живинице (Кнежево)
Живинице су насељено мјесто у општини Кнежево, Република Српска, БиХ. Према попису становништва из 1991. у насељу је живјело 1.223 становника.

## Географија
Живинице се налазе на пола пута између Кнежева и Котор Вароши. Кроз село протиче Цврцка.

## Становништво
| Националност       | 1991.          | 1981.          | 1971.          |
| Срби               | 1.208 (98,77%) | 1.602 (98,88%) | 1.487 (98,93%) |
| Југословени        | 10 (0,81%)     | 3 (0,18%)      | 0              |
| Муслимани          | 2 (0,16%)      | 5 (0,30%)      | 2 (0,13%)      |
| Хрвати             | 0              | 3 (0,18%)      | 1 (0,06%)      |
| остали и непознато | 3 (0,24%)      | 7 (0,43%)      | 13 (0,86%)     |
| Укупно             | 1.223          | 1.620          | 1.503          |

| Демографија- | Демографија- | Демографија- |
| Година       | Становника   | Становника   |
| ------------ | ------------ | ------------ |
| 1948.        | 1.966        |              |
| 1953.        | 0            |              |
| 1961.        | 1.143        |              |
| 1971.        | 1.503        |              |
| 1981.        | 1.620        |              |
| 1991.        | 1.244        |              |

## Извор
- Књига: „Национални састав становништва — Резултати за Републику по општинама и насељеним мјестима 1991.", статистички билтен бр. 234, Издање Државног завода за статистику Републике Босне и Херцеговине, Сарајево.